# حکمت عملی
حکمت عملی یا فرونسیس (یونانی باستان: φρόνησῐς، رومی شده: phrónēsis)، با عباراتی مانند احتیاط، فضیلت عملی و حکمت عملی، یا، به زبان محاوره، حس (به معنای "خوب") یک کلمه یونانی باستان است برای نوعی از خرد یا هوش مربوط به علم عملی. فرادانی دلالت بر قضاوت خوب و نیز برتری شخصیت و عادات دارد و موضوع رایج بحث در فلسفه یونان باستان است، طوری که امروزه هنوز هم تأثیرگذار است.
در اخلاق ارسطویی، به عنوان مثال در اخلاق نیکوماخوس، این مفهوم به دلیل ویژگی عملی آن از سایر واژه‌های حکمت و فضایل عقلی - مانند معرفت و تکنیک - متمایز می‌شود. ترجمه سنتی لاتین Prudentia بود که منبع کلمه انگلیسی "Prudence" بود. 